# Framåt tillsammans
Framåt tillsammans: Min berättelse om föregångslandet Sverige är en bok utgiven 2010 författad av Moderaternas partiledare Fredrik Reinfeldt. Boken var en del av Moderaternas valkampanj 2010 och trycktes upp i 500 000 exemplar.
Min berättelse om Föregångslandet Sverige innehåller bland annat reseskildringar och personliga reflektioner av Fredrik Reinfeldt. Reinfeldt skriver om hur han ser Sverige idag, nämligen inte bara positivt. Genom hela boken poängterar han att Sveriges framtid ser ljus ut och att Sverige ska bli ett framgångsland i världen.